# Chrysler (марка)
«Крайслер» (Chrysler) — американська автомобільна компанія, що спеціалізується на випуску легкових автомобілів марок «Крайслер», «Додж», «Плімут», «Голок», Jeep та ін., вантажівок «Додж», пікапів, а також різноманітних комплектуючих. Станом на 2024 рік лінійка автомобілів компанії складається виключно з мінівена Pacifica.
Існують фінансове і технологічне відділення корпорації; випускається електронна й авіакосмічна продукція. Штаб-квартира розташована в Оберн-Гіллс (штат Мічиган). Належить концерну Fiat Chrysler Automobiles. 

## Історія
Компанія заснована в 1924 відомим інженером і бізнесменом Волтером Крайслером у результаті реорганізації компанії «Максвелл Мотор» (що поглинув у свою чергу «Чалмерс Мотор», засновану в 1908) і «Вілліс-Оверленд». У 1924 вже вийшов перший легковий автомобіль марки «Крайслер 70» з 6-циліндровим двигуном з високим на той час ступенем стиснення, що мав гальма з гідравлічним приводом на всіх чотирьох колесах. Цей автомобіль мав скажений успіх у США. У перший же рік їх було продано більше 32 000 штук. У 1926 році був випущений більш комфортний варіант Chrysler Foyr, а потім вже і Chrysler Imperial Six. Украй вдалим придбанням стала покупка у 1928 р. компанії «Додж», що відразу ж вивела «Крайслер» у число найважливіших автомобільних компаній Америки. У цьому ж році були запущені марки Plymouth («Плімут») і DeSoto («Де Сото»). Могутній ривок робить «Крайслер» наприкінці 40-50-х років.
У 1949 з'являється зручне нововведення — запуск автомобіля за допомогою ключа запалювання. Цілий ряд потужних моделей виводить компанію вперед у справі створення усе більш потужних двигунів. У 1955 «Крайслер Імперіал» виділяється в окрему лінію «Імперіал». Компанія робить сильний ривок і починає скуповувати акції європейських підприємств: у 1963 купує 40% акцій іспанської компанії Barreiros Diesel («Баррейрос Дизель»), у 1964 — 30% акцій британського автомобільного консорціуму Rootes Group («Рутс Груп»), у 1966-67 — близько 80% акцій французької фірми «Сімка». Ці фірми іменуються відповідно «Крайслер Іспанья», «Крайслер Юнайтед Кінгдом», «Крайслер Франс» і поєднуються згодом у «Крайслер Європа».
У 1970 «Міцубісі Моторс» випускає під маркою «Крайслер» малолітражні автомобілі для продажу в США. Але 70-і роки стають для компанії збитковими: позначилася й енергетична криза, і непродумана виробнича політика. У 1978 керівництво відділенням «Крайслер Європа» передається концерну «Пежо—Сітроен» (Peugeot—Citroen), але все рівно, «Крайслер» виявляється на грані банкрутства. Для порятунку компанії був запрошений відомий менеджер Лі Якокка, якому вдалося одержати велику позику від федерального уряду, довівши, що закриття заводів такої гігантської корпорації як «Крайслер» було б національною трагедією Америки. Якокка вдалося вивести компанію в ряд прибуткових до 1983. До «Крайслеру» приєднуються «Ламборджіні» (1987), «Амерікен Моторс Корпорейшн» зі своїм знаменитим відділенням «Джип». Мінівен Chrysler Voyager/Town&Country уперше як прототип був представлений у Детройті в січні 1983. Восени 1990 була здійснена модернізація. У січні 1995 з'явилася нова модифікація.

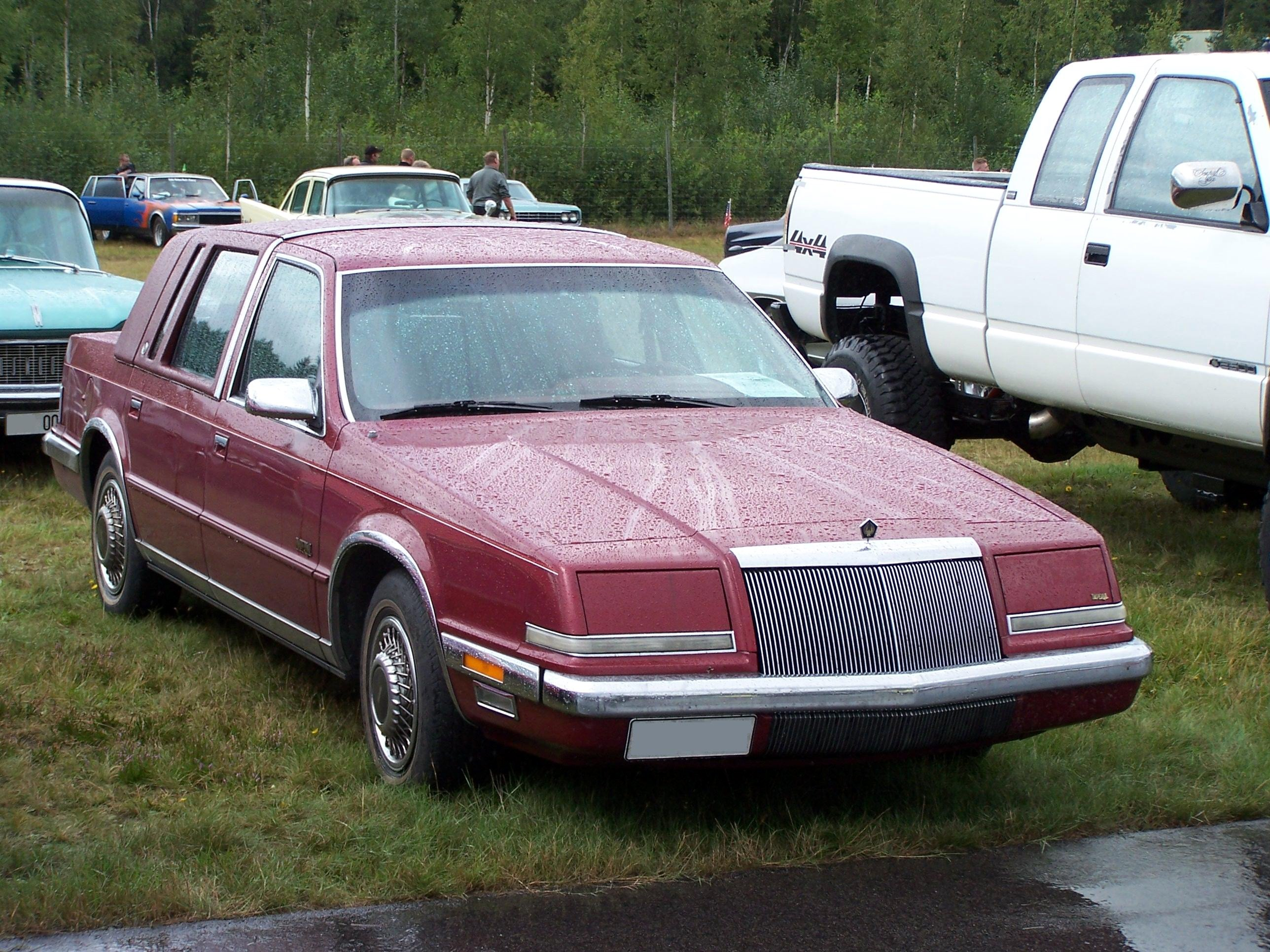
Chrysler Imperial 1992

У січні 2000 у Детройті було представлено нове покоління моделей Voyager призначених для європейського ринку. Chrysler Town&Country поєднує у собі автомобіль підвищеної комфортності і фургон. У 1985-89 «Крайслер» розробляє невеликі економічні автомобілі в співдружності з «Міцубісі Моторс» і «Рено». З'явився в 1986 році Le Baron, який утримався на американському ринку тільки шість років. Chrysler Stratus/Cirrus, спадкоємець моделі LeBaron, уперше був представлений у Детройті і Лос-Анджелесі в січні 1994. З 1988 виходить серія вантажівок і пікапів «Голок». Chrysler Concorde уперше був представлений у січні 1992. Concord є родоначальником автомобілів, що представлені в програмі Chrysler як окремі моделі — LHS і 300M. Автомобілі створені на єдиній платформі і практично не змінилися до 2000 р. «Люксова модель» LHS зі стартовою ціною 28,5 тис. доларів відрізняється багатшим оснащенням і могутнім 3,5-літровим двигуном у 257 к.с. Це подовжена модифікація Chrysler Concorde (у США — NewYorker). З'явилася в січні 1997. Швидкохідний 300М, що входить у ту ж цінову групу, мало відрізняється від LHS, але характеризується як спортивний седан «люкс»-класу. Уперше був представлений у Детройті в січні 1998. Chrysler Viper/GTS, популярне супермогутнє і високошвидкісне спортивне купе класу «гранд-туризмо» виконання «люкс» на базі родстера RT/10. Уперше представлено як прототип у Детройті в січні 1993, як серійну модель — влітку 1996. Прототипом моделі послужила знаменита Cobra 1960-х рр. Восени 1993 року вийшов компактний передньопривідний автомобіль Chrysler Neon, компактний передньопривідний автомобіль з поперечно розташованим двигуном. Chrysler Cirrus, експортна назва Stratus, (спадкоємець моделі LeBaron). Уперше був представлений у Детройті і Лос-Анджелесі в січні 1994. Відома як Dodge Stratus і Plymouth Breeze, одна з найкращих моделей фірми, відрізняється гарною динамікою, керованістю, насиченою стандартною комплектацією. Chrysler Sebring, дводверний передньопривідний автомобіль (випускається з двома варіантами кузовів — купе і кабріолет). Прем'єра — осінь 1994. У 1998 відбулося об'єднання з корпорацією «Даймлер-Бенц». Утворена шляхом злиття двох гігантів компанія одержала назву «Даймлер-Крайслер». У 2000 випущений новий автомобіль Chrysler PT Cruiser, призначений для європейського ринку. На американських підприємствах виробництво було припинено в 2000 для переорієнтації на нові ринки через насиченість американського.
У 2000 році мінівени Voyager і Grand Voyager були змінені як моделі Chrysler через поступове припинення бренду Plymouth. У 2001 році седан був доданий до лінійки моделей Sebring і став заміною знятого з виробництва Cirrus. Того ж року бренд Chrysler додав ретро-стиль PT Cruiser, а також родстер Prowler, який раніше був моделлю Plymouth. До 2004 року всі мінівени бренду Chrysler тепер продавалися під табличкою Town & Country.
У 2000-х роках бренд Chrysler також перейшов у швидкозростаючий сегмент кросоверів/позашляховиків із представленням кросовера Chrysler Pacifica у 2004 році та позашляховика Chrysler Aspen у 2007 році. У 2008 році Pacifica буде припинено (на новій табличці з’явиться новий номер). модель мінівена в 2017 році), а Aspen буде припинено в 2009 році.
Між 2004 і 2008 роками Chrysler пропонував двомісну модель купе і кабріолет під назвою Crossfire. Це було на додаток до п'ятимісного купе Chrysler Sebring (до 2005 року) та чотирьохмісного кабріолета, які продавалися в той час.
У 2005 році Chrysler представив седан Chrysler 300 на платформі LX, який замінив як 300M, так і Concorde. Це був перший задньопривідний седан бренду після припинення випуску Chrysler Fifth Avenue у 1989 році. Це також був перший седан Chrysler з двигуном V8 з 1989 року.
Корпорація Chrysler почала співпрацю з італійським автовиробником Fiat, кульмінацією якої стало злиття двох компаній у 2014 році. Нещодавно створена компанія Fiat Chrysler Automobiles (FCA) поставила перед собою довгострокову мету відродити бренд Chrysler як повністю розкішний бренд, щоб знову конкурувати з Cadillac та іншими розкішними брендами, частково шляхом зміни марок автомобілів інших брендів у групі. Однак жоден із цих планів не реалізувався протягом десятиліття.
У 2011 році крилату емблему бренду було змінено, усунувши історичну блакитну стрічку в центрі, яка датується 1930-ми роками, замінивши її табличкою з ім’ям Chrysler із синьою спинкою. Того ж року Chrysler 300 було оновлено, а Sebring перейменовано в Chrysler 200. У травні 2014 року FCA оголосила, що зробить бренд основним брендом із преміальними функціями. У 2015 році був представлений оновлений Chrysler 200, але в 2017 році він буде припинений, оскільки FCA зосередиться більше на позашляховиках і мінівенах. У 2017 році шильдик Chrysler Pacifica повернувся на новий мінівен, замінивши давні Town & Country, Voyager і Grand Voyager.
Протягом цього часу якість Chrysler і оцінки задоволеності клієнтів були нижчими за середні, згідно з Consumer Reports і J.D. Power. У цей період Chrysler справді досяг кількох якісних успіхів. Strategic Vision назвала Chrysler загальним переможцем у 2015 році за сильну привабливість клієнтів, і з підвищенням якості всіх автомобілів різниця між високими та низькими рейтингами «підрахунку проблем» є відносно невеликою.
На початку 2020-х Chrysler зіткнувся з невизначеним майбутнім із лише двома моделями автомобілів у лінійці: мінівеном Chrysler Pacifica та седаном Chrysler 300, дизайн якого востаннє був оновлений у 2010 році. У березні 2023 року генеральний директор Stellantis Карлос Таварес заявив, що бренд буде бути "перезапущені" з новими моделями. Очікується, що до 2025 року одна з цих моделей стане електричним позашляховиком-кросовером, представленим концептом Chrysler Airflow. Крім того, компанія каже, що планує зробити бренд Chrysler повністю електричним до 2028 року.

## Галерея

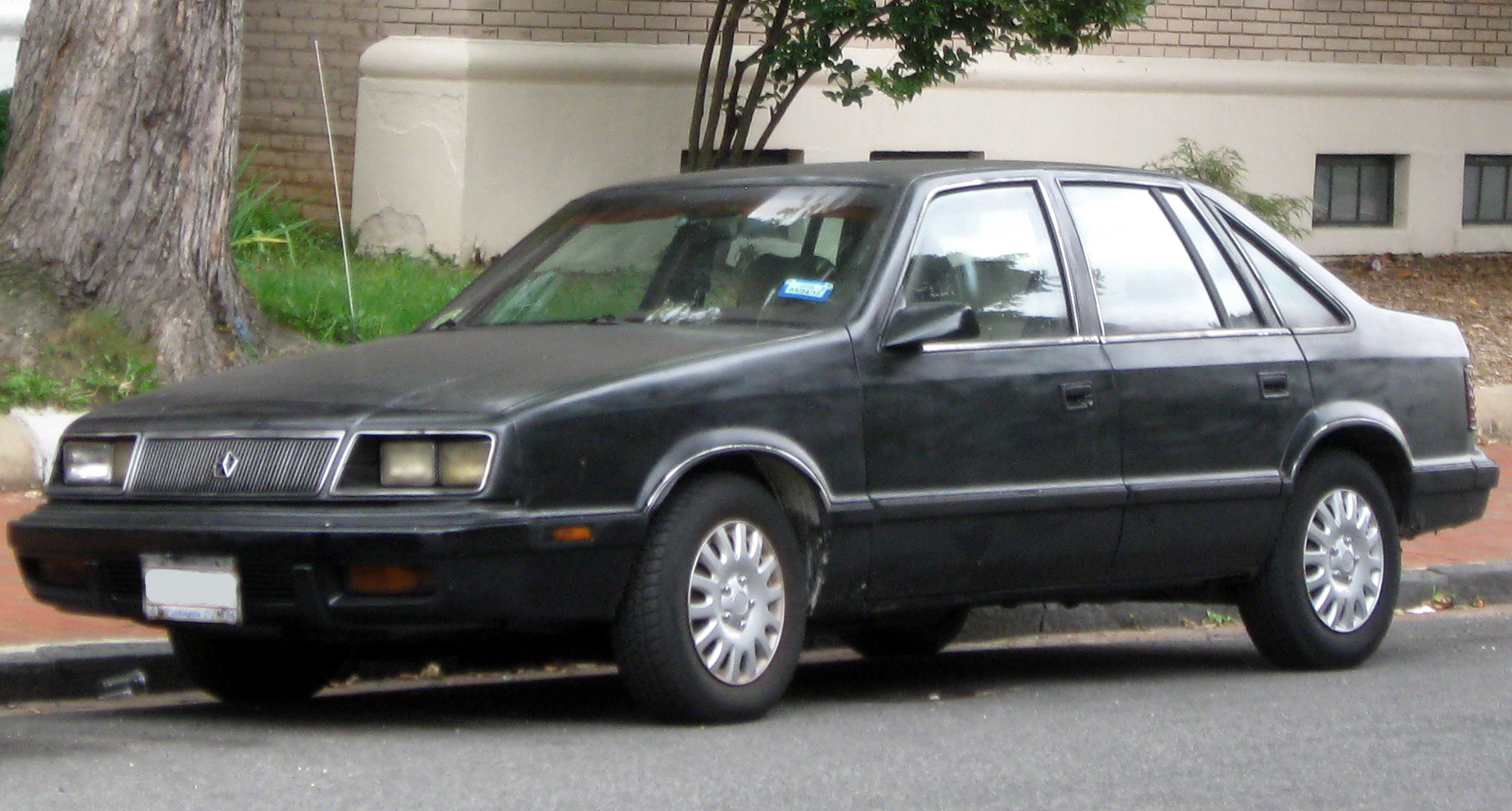
Chrysler LeBaron
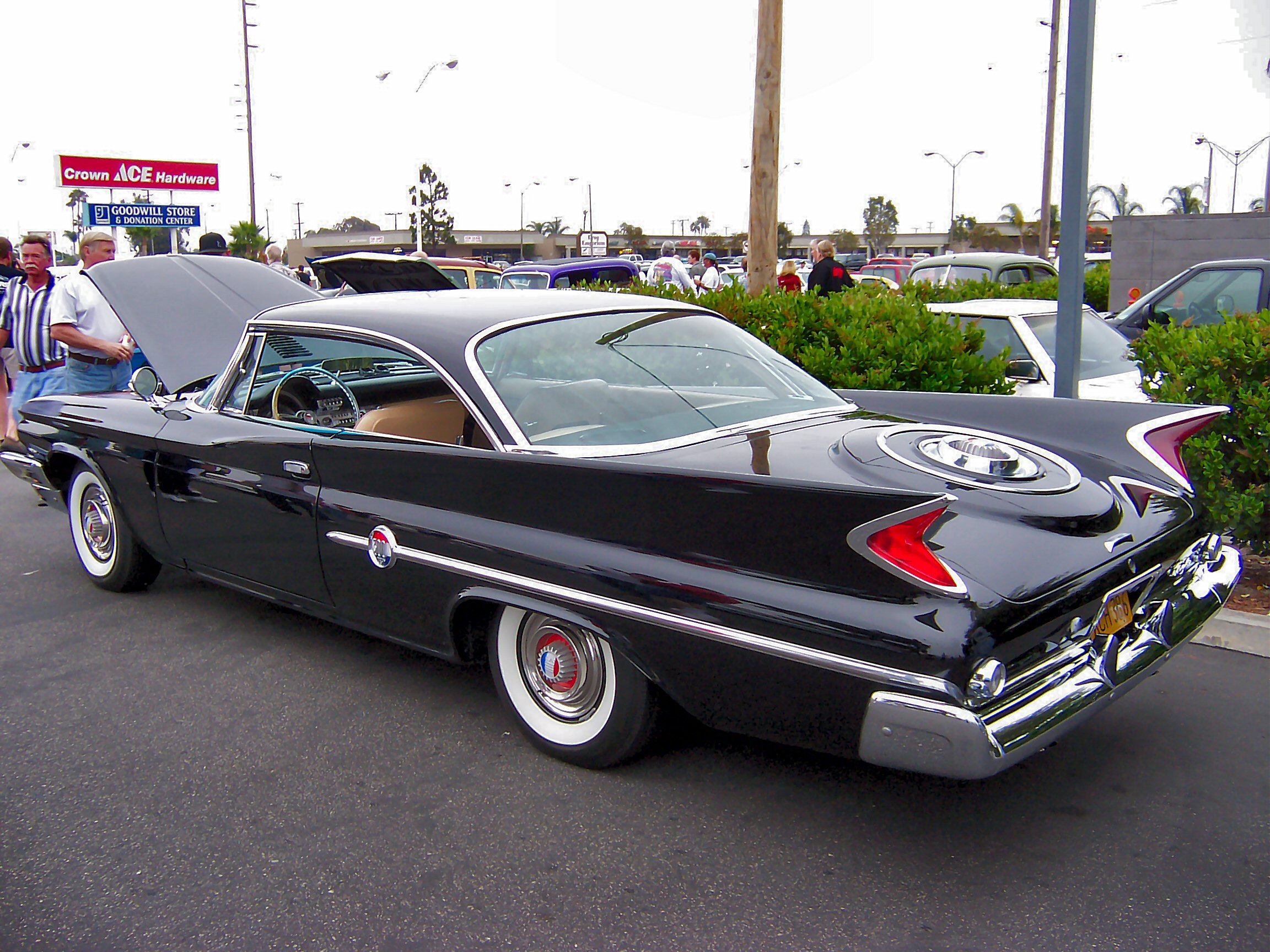
Chrysler 300F
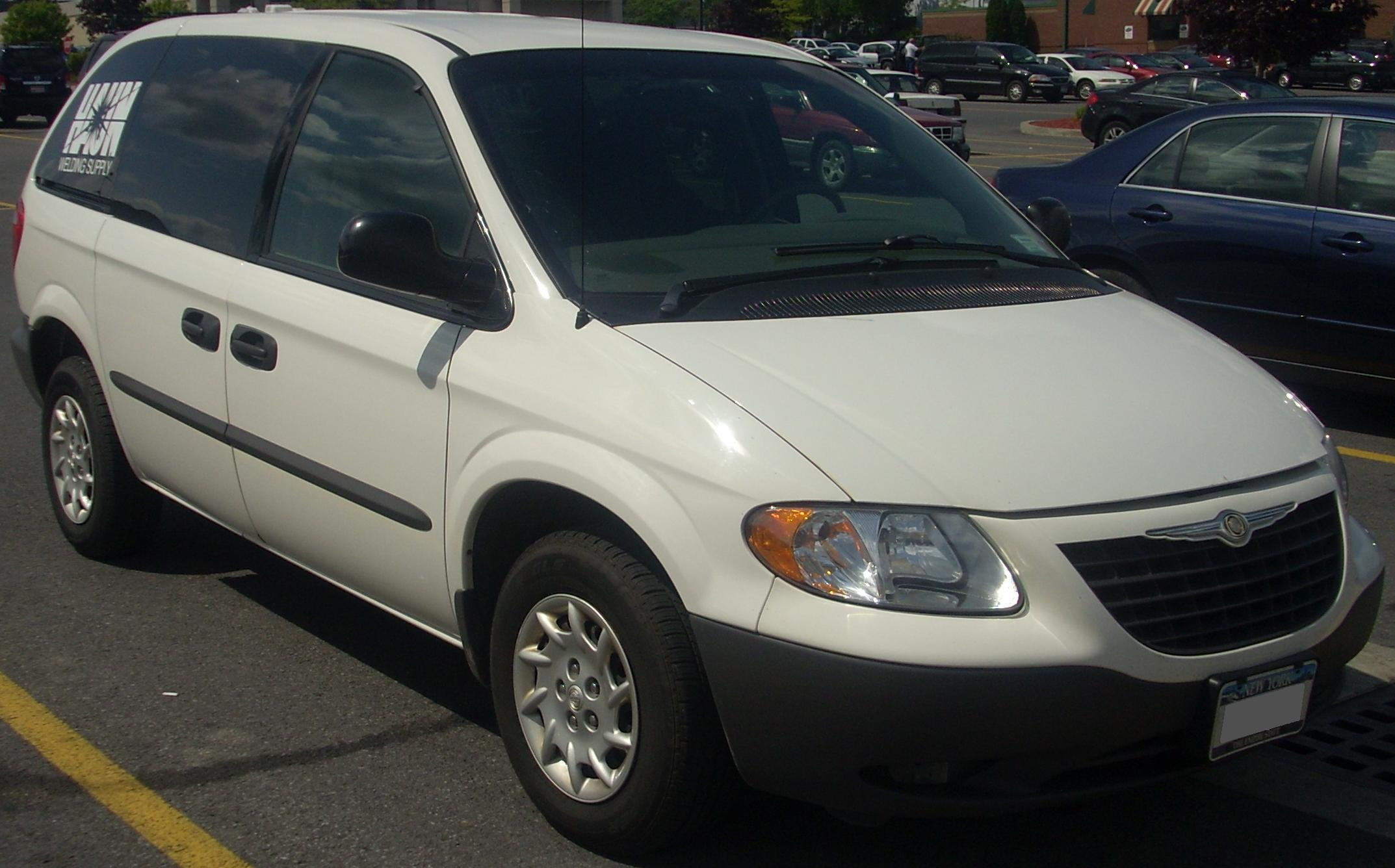
Chrysler Voyager
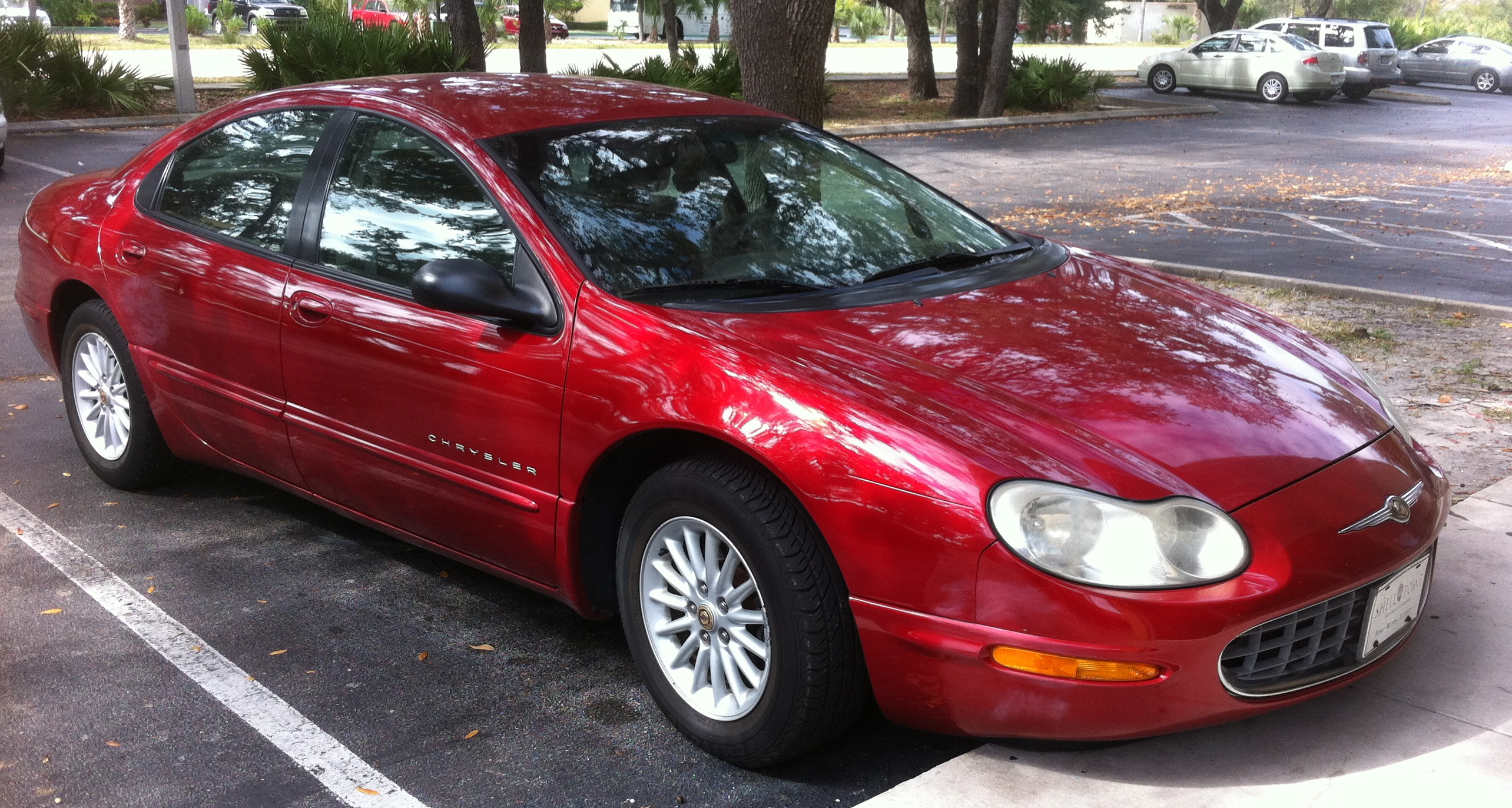
Chrysler Concorde
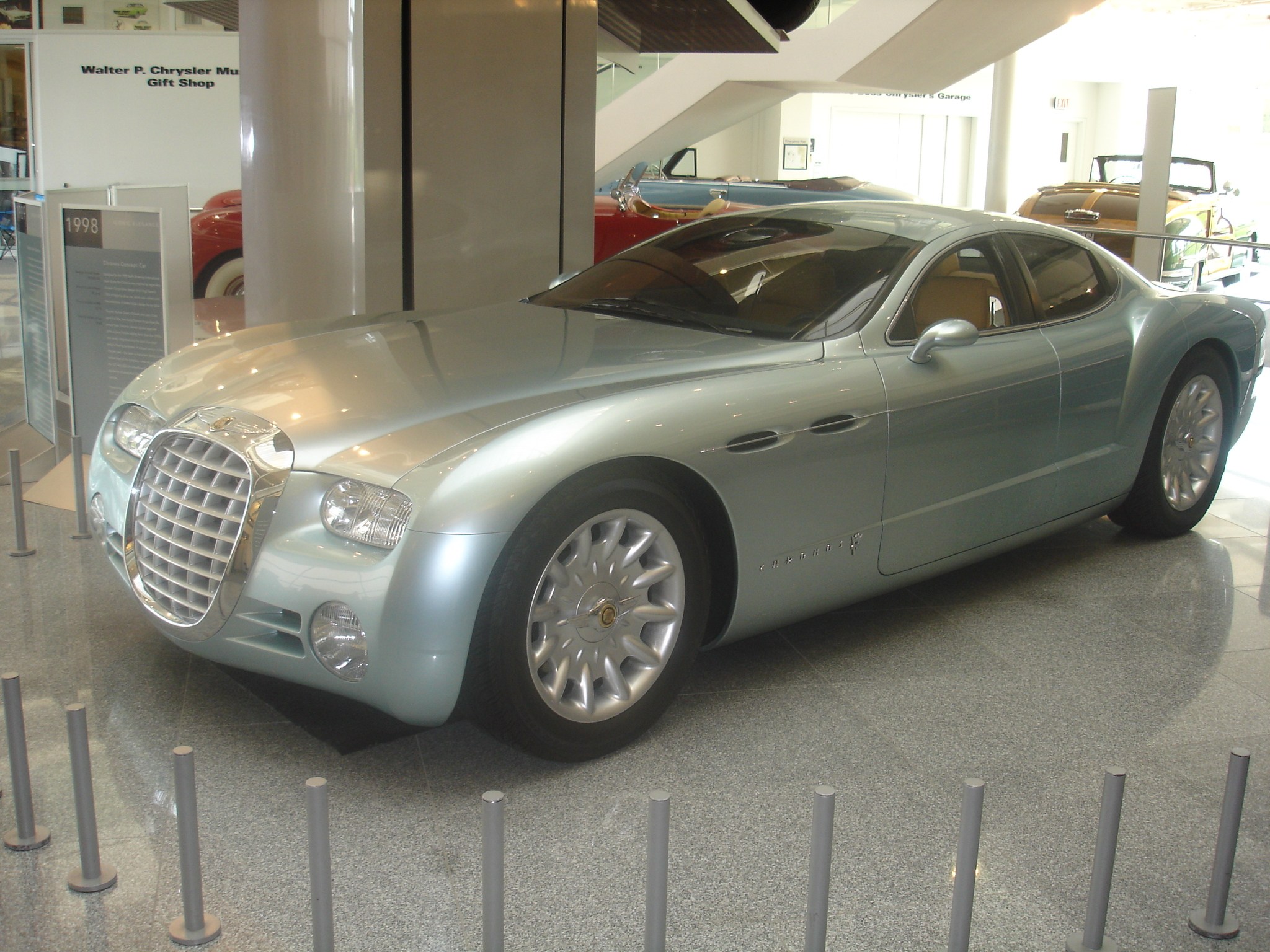
Chrysler Chronos (концепт)
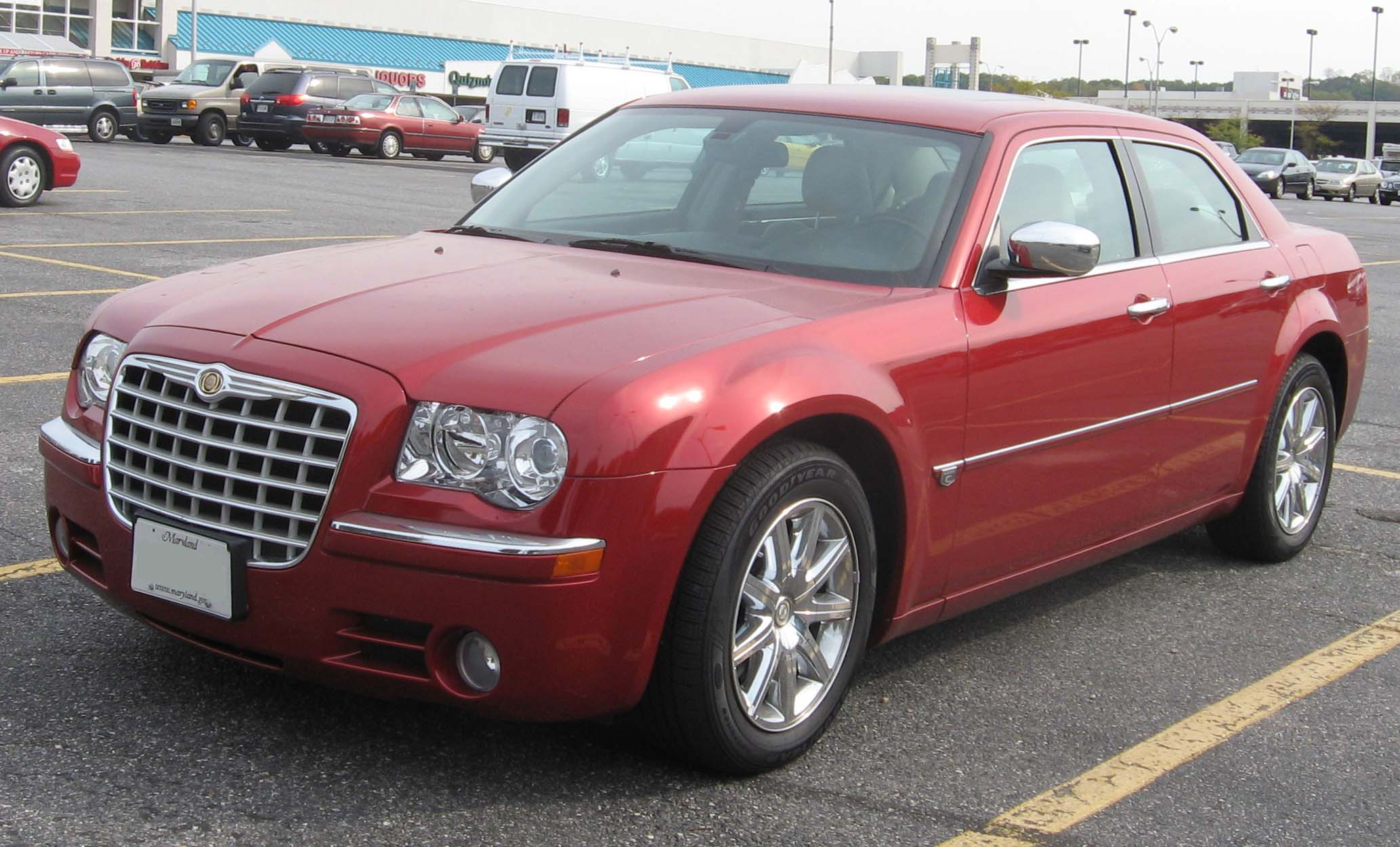
Chrysler-300C

### За хронологією

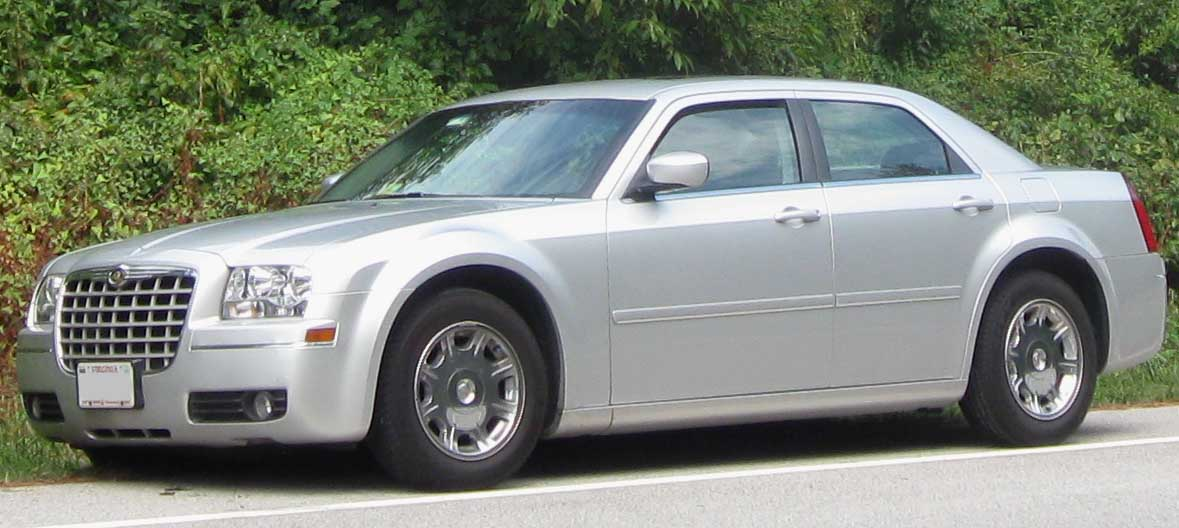

1925 р. — Волтер Крайслер засновує компанію з корпорацією, чому передувала реорганізація компанії Maxwell Motor Company, де Крайслер випустив перший автомобіль марки Chrysler в 1924 р.
1928 — Chrysler починає розділяти свої пропозиції товару за цінами і функціональності: на низьку цінову категорію орієнтується марка Plymouth, середній ціновий діапазон займає DeSoto; незабаром Chrysler купує компанію Dodge Brothers і випускає серію вантажівок Fargo.
1934 — Chrysler представляє марку Airflow з кузовом обтічної форми, сконструйованим згідно з усіма аеродинамічними принципами. Але модель негативно впливає на стиль Chrysler, який з 1940 р. по 1950 р. залишається консервативним, за винятком марки DeSoto (1942 р.), де застосовуються приховані фари.
1955 р. — Вірджил Екснер представляє конструкцію Forward Look, з якою дизайн стає виразнішим; засновується окремий підрозділ Imperial.
1957 р. — з появою автомобілів Forward Look вперше використовується новий тип підвіски, zrbq радикально зменшує непідресорну масу і переміщає центр тяжіння автомобіля. Це нововведення проявляється в м'якій, комфортнішій їзді.
1960 — Chrysler починає випускати всі пасажирські автомобілі за конструкцією Unibody (кузов, що несе), за винятком моделей Imperial, що зберегли рамну конструкцію кузова аж до 1967 року. Тримальний кузов, який сьогодні є промисловим стандартом, підвищував стійкість автомобіля і аварійну надійність, зменшував шуми і забезпечував більш маневрене управління. Також у 1960 р. в окрему марку відводяться автомобілі Valiant.
1964 р. — з'являється автомобіль Plymouth Barracuda, з величезним заднім склом і похилим дахом. Хронологічно ця модель, що вийшла за два тижні до Ford Mustang, є першим міні-автомобілем. У цьому ж році з'являється відділення Chrysler Europe.
1970-і рр.. — Компанія Chrysler сприяє створенню ринку автомобілів з високою питомою потужністю в Америці. Автомобілі Chrysler малого класу мали хороший попит після першої нафтової кризи (1973 р.), але інвестиції у виробництво великих автомобілів не виправдали себе — вже в 1974 р. обсяги продажів повнорозмірних седанів впали до критичного рівня.
1977 р. — Chrysler Europe зазнає краху. Компанія відкладає виробництво малогабаритних автомобілів.
1978 р. — компанію Chrysler Australia купує Mitsubishi Motors.
Відбувається друга нафтова криза. Вона руйнує обсяги продажів вантажівок та інших великих машин Chrysler. Не маючи гарної виробничої лінії міні-автомобілів, Chrysler опиняється на межі банкрутства.
1979 р. — Chrysler Corporation просить кредит в уряду США; тоді ж на посаду СЕО приходить Лі Якосса, завдяки виступам якого президент підписує акт про допомогу Chrysler Corporation. Компанія починає поступово відвойовувати своє місце на ринку.
1987 — Chrysler купує компанію AMC, і, виконуючи умови продажу, створює марку Eagle, яка продається у всьому світі дилерами AMC-Jeep. Надалі ця модель стане основою для седанів Chrysler LH.
1990 р. — Chrysler знову робить кроки до Європи. Компанія приступає до виробництва автомобілів в Австрії. Популярність марки Jeep і передньопривідних седанів сприяє тому, що Chrysler вдається зайняти сильну позицію в кінці десятиліття.
1997 р. — робочі Chrysler оголошують страйк, який триває цілий місяць, у результаті чого компанія втрачає 450 мільйонів доларів.
Chrysler продовжує свою співпрацю з різними фірмами, і незабаром укладає невеликий договір з Daimler-Benz, а в 1998 році відбувається злиття цих двох компаній.
2001 — Chrysler припиняє виробництво марки Plymouth. З'являються плани щодо зниження вартості автомобілів — планується уніфікувати деталі й спільно використовувати виробничі платформи. Результатом цього стає Chrysler Crossfire, в якому можна помітити вплив дизайну Mersedes. З цього року компанія стає відома трьома марками: Dodge, Jeep і Chrysler.
2004 р. — поява нового Chrysler 300С і Hemi V8. Оголошується повернення до приводу на задні колеса.

## Міжнародна діяльність
- Канада Chrysler Canada Limited. Входить до Chrysler Group LLC. Штаб-квартира у м. Віндзор, провінція Онтаріо. Заводи у:
  - м. Віндзор, провінція Онтаріо;
  - м. Брамптон, провінція Онтаріо
- Мексика Chrysler De Mexico Toluca. Входить до Chrysler Group LLC. Штаб-квартира у м. Толука-де-Лердо, штат Мехіко. Заводи у:
  - м. Толука-де-Лердо, штат Мехіко;
  - м. Сальтільйо, штат Коауїла
- Венесуела Chrysler de Venezuela LLC. Входить до Chrysler Group LLC. Штаб-квартира у м. Валенсія, провінція Карабобо
- Бразилія Chrysler Do Brasil Ltda. Входить до Chrysler Group LLC. Штаб-квартира у м. Сан-Паулу
- Таїланд Thai Chrysler Automotive Ltd. Штаб-квартира у м. Бангкок
- Велика Британія Chrysler Uk Limited. Штаб-квартира у м. Вайтлі, Ковентрі
- Австрія Chrysler Corporation. Штаб-квартира у м. Грац, (район Лібенау)